# Nabeshima Mitsushige
Nabeshima Mitsushige est un nom japonais traditionnel ; le nom de famille (ou le nom d'école), Nabeshima, précède donc le prénom (ou le nom d'artiste).
Nabeshima Mitsushige (鍋島 光茂, 10 juillet 1632-2 juillet 1700) est un daimyo du début de l'époque d'Edo. Il est connu pour son interdiction du junshi, forme de suicide traditionnel par lequel un obligé suit son seigneur dans la mort. C'est en raison de cette aversion pour cette coutume que Yamamoto Tsunetomo, l'un de ses obligés favoris, rédige le Hagakure après sa mort.

## Source de la traduction
- (en) Cet article est partiellement ou en totalité issu de l’article de Wikipédia en anglais intitulé « Nabeshima Mitsushige » (voir la liste des auteurs).